# Санніков Андрій Олегович
Андрій Олегович Санніков (біл. Андрэй Алегавіч Саньнікаў; нар. 8 березня 1954, Мінськ) — білоруський політичний та громадський діяч, координатор громадської програми «Європейська Білорусь».
Знає білоруську, російську, англійську та французьку мови.
Дід Саннікова Костянтин був відомим білоруським режисером, народним артистом БРСР, одним із засновників Національного Купайлівського театру..

## Кар'єра

### СРСР
Закінчив перекладацький факультет Мінського державного інституту іноземних мов. Працював у Пакистані в нафтовій компанії та в Єгипті на будівництві алюмінієвого заводу. У 1980—1981 роках працював у Товаристві дружби з іноземними країнами. У 1982—1987 роках працював у Нью-Йорку в секретаріаті ООН.
1989 року закінчив дипломатичну академію МЗС СРСР у Москві.

### Білорусь
- У 1992—1995 роках очолював білоруську делегацію на переговорах щодо звичайного та ядерного роззброєння з правом підпису від імені країни.[4].

- У 1993—1995 роках працював радником представництва Білорусі в Швейцарії.

- У 1995—1996 роках був заступником міністра закордонних справ Білорусі, мав ранг Надзвичайного і Повноважного Посла.

- У листопаді 1996 року напередодні референдуму подав у відставку на знак протесту.

- У листопаді 1997 року Санніков виступив ініціатором «Хартії'97», став її міжнародним координатором.

- 1998 року разом із Геннадієм Карпенком створив Координаційну раду демократичних сил Білорусі.

- 2008 року Андрій Санніков разом із Віктором Івашкевичем, Михасем Мариничем та іншими відомими політиками став ініціатором громадянської компанії «Європейська Білорусь»[5], яка ставить собі за мету вступ Білорусі до Європейського Союзу.

- 2010 року Санніков подав свою кандидатуру на вибори президента Білорусі.

## Громадська діяльність
- У 1998—2002 роках був ректором Народного університету, неформального освітньо-просвітницького проекту.
- 2005 року став лауреатом міжнародної премії імені Бруно Крайського в галузі захисту прав людини.[6].

## Президентські вибори 2010
Через участь в акції протесту проти фальсифікації виборів Саннікова та його дружину разом із іншими опозиційними кандидатами було затримано. За словами адвоката Саннікова, його було жорстоко побито і його фізичний стан важкий. 28 грудня адвокат повідомив, що у його підзахисного зламані ноги, і з того, як він говорить та тримається, можна зробити висновки про ймовірні пошкодження головного мозку.
14 травня 2011 року Саннікова було засуджено до 5-ти років колонії суворого режиму за організацію масових заворушень 19 грудня 2010 року.. Після 16 місяців ув'язнення під тиском міжнародної спільноти він вийшов на волю, однак невдовзі змушений був втекти з Білорусі та шукати політичного притулку у Великій Британії. Він продовжує виступати за вільну і демократичну Білорусь без репресивного режиму Лукашенка.

## Сім'я
Одружений, має двох синів. Дружина — білоруська журналістка Ірина Халіп.